# Open Novotel Perrier
O Open Novotel Perrier foi um torneio masculino de golfe disputado na França entre 1994 e 1998. Foi integrante do calendário do circuito europeu da PGA em 1998. Foi disputado nas modalidades de fourball, foursome e greensome.

## Campeões
| Ano                      | Local                | Campeão              | País                 | Pontuação            |
| Open Novotel Perrier     | Open Novotel Perrier | Open Novotel Perrier | Open Novotel Perrier | Open Novotel Perrier |
| ------------------------ | -------------------- | -------------------- | -------------------- | -------------------- |
| 1998                     | Golf du Médoc        | Olle Karlsson        | Suécia               | 329                  |
| 1998                     | Golf du Médoc        | Jarmo Sandelin       | Suécia               | 329                  |
| 1997                     | Golf du Médoc        | Anders Forsbrand     | Suécia               | 343                  |
| 1997                     | Golf du Médoc        | Michael Jonzon       | Suécia               | 343                  |
| 1996                     | Golf du Médoc        | Steven Bottomley     | Inglaterra           | 322                  |
| 1996                     | Golf du Médoc        | Jonathan Lomas       | Inglaterra           | 322                  |
| Tournoi Perrier de Paris |                      |                      |                      |                      |
| 1995                     | Golf de Saint-Cloud  | Seve Ballesteros     | Espanha              | 256                  |
| 1995                     | Golf de Saint-Cloud  | José María Olazábal  | Espanha              | 256                  |
| 1994                     | Golf de Saint-Cloud  | Peter Baker          | Inglaterra           | 260                  |
| 1994                     | Golf de Saint-Cloud  | David J. Russell     | Inglaterra           | 260                  |